# Ауфхаузен
Ауфхаузен (њем. Aufhausen) општина је у њемачкој савезној држави Баварска. Једно је од 41 општинског средишта округа Регенсбург. Према процјени из 2010. у општини је живјело 1.724 становника. Посједује регионалну шифру (AGS) 9375115.

## Географски и демографски подаци
Ауфхаузен се налази у савезној држави Баварска у округу Регенсбург. Општина се налази на надморској висини од 395 метара. Површина општине износи 27,3 km². У самом мјесту је, према процјени из 2010. године, живјело 1.724 становника. Просјечна густина становништва износи 63 становника/km².